# ساندرا كولينز
ساندرا كولينز (بالإنجليزية: Sandra Collins)‏ هي دي جيه ومنتجة أسطوانات وملحنة أمريكية، ولدت في القرن العشرين في لاس فيغاس في الولايات المتحدة.

## وصلات خارجية
- الموقع الرسمي
- ساندرا كولينز على موقع IMDb (الإنجليزية)
- ساندرا كولينز على موقع ميوزك برينز (الإنجليزية)
- ساندرا كولينز على موقع ديسكوغز (الإنجليزية)